# 瑪麗·麥卡利斯
瑪麗·帕特里夏·麥卡利斯（1951年6月27日—），愛爾蘭政治人物，該國第8任總統。
| 前任： 瑪麗·羅賓遜 | 第8任愛爾蘭共和國總統 1997年－2011年 | 第8任愛爾蘭共和國總統 1997年－2011年 | 繼任： 麥可·D·希金斯 |